# Buda Béla
Buda Béla (Budapest, 1939. április 2. – Budapest, 2013. július 7.) magyar orvos, pszichiáter, pszichoterapeuta és addiktológus, 2011-ben az új Nemzeti Drogstratégia kialakításával megbízott irányító testület munkájában is részt vett.
Kutatási területei főként az alkoholizmus és öngyilkosságkutatás, a pszichoterápia, a kommunikációelmélet, a szociálpszichológia, és a személyiségfejlődés voltak.
Fő szakterülete a kommunikáció-elmélet és a kommunikáció-kutatás. Főként a személyközi kommunikációs folyamatok érdekelték, és ezek szerepe a kapcsolatok szerveződésében, a személyiség funkciózavaraiban, és elsősorban a pszichológiai zavarok és problémák pszichológiai és pszichoszociális segítésében és terápiájában, illetve foglalkozott a prevenció és az egészségpromóció kommunikációs vonatkozásaival is. A Magyar Kommunikációtudományi Társaság (MKTT) alapító tagja.

## Életpálya

### Tanulmányok
Középiskolai tanulmányait a budapesti Madách Imre Gimnáziumban végezte, majd 1963-ban szerzett pszichiáteri diplomát a Semmelweis Orvostudományi Egyetemen.

### Munkahelyek
- 1978 - 1995: Sportkórház Pszichoterápiás Osztály - osztályvezető főorvos
- 1992 - 1995: Nemzeti Egészségvédelmi Intézet - főigazgató
- 1995 - 2001: SOTE Magatartástudományi Intézet - igazgatóhelyettes
- 1998 - 2002: Károli Gáspár Református Egyetem BTK Kommunikáció Tanszék - tanszékvezető
- 2004-től: Országos Alkohológiai Intézet - igazgató

További munkahelyei voltak: Erasmus Közéleti Kommunikációs Intézet, Fővárosi Pszichoterápiás Módszertani Központ, Országos Ideg- és Elmegyógyintézet, Nemzeti Drogmegelőzési és Módszertani Kutatóintézet (itt tudományos igazgató), a 2000-es évek elején pedig a Budapesti Kommunikációs és Üzleti Főiskola szenátusának tagja illetve kinevezett főiskolai tanára lett. Ezek mellett közel 25 nemzetközi testület tagjává választották.
Tizennégy szaklap szerkesztője volt, ezek közül a fontosabbak:
- 1992 - 2001: Pszichoterápia - főszerkesztő
- 1993 - 2002: Szenvedélybetegségek folyóirat - főszerkesztő
- Psychiatria Hungarica - főszerkesztő
- Orvosi Hetilap - szerkesztő

## Elismerések
- A Magyar Érdemrend lovagkeresztje (2004) - polgári tagozat
- A Magyar Köztársasági Érdemrend középkeresztje (2009) - a kommunikációtudomány hazai megalapozásában, fejlesztésében, művelésében végzett sokoldalú munkássága elismeréseként.
- Prima díj (2011) - Magyar tudomány kategóriában.
- Dr. Szabó Pál díj (2012)

## Publikációk
Élete során tizennégy szaklapnak volt szerkesztője, valamint több mint 70 könyvet írt vagy szerkesztett többek között a pszichoterápia, a szexológia, az addiktológia, a szuicidológia, a kommunikációelmélet, a szociálpszichológia, a szervezetelmélet, az egészségpromóció, a mentálhigiéné, a krízisellátás és az önsegítés, illetve a devianciakutatás területén.

### Kötetei
- A tömegkommunikáció szociohigiénés jelentősége és szerepe. Budapest: MRT Tömegkommunikációs Kutatóintézet, 1971.
- A szexualitás modern elmélete. Budapest: Tankönyvkiadó, 1972.
- A közvetlen emberi kommunikáció szabályszerűségei. Budapest: Tömegkommunikációs Kutatóközpont, 1974.
- Buda Béla–Szilágyi Vilmos: Párválasztás. A partnerkapcsolatok pszichológiája; Gondolat, Bp., 1974
- Buda Béla–Havas Ottóné: A felnőttkor küszöbén; Tankönyvkiadó, Bp., 1974
- Az empátia. A beleélés lélektana. Budapest: Gondolat, 1978.
- Buda Béla–Cseh-Szombathy László–Szilágyi Vilmos: Szexualitás és párkapcsolat a felnőttkorban. Az Élet és Tudomány cikksorozata alapján; Tankönyvkiadó, Bp., 1979
- Büchler Róbert–Buda Béla: A sportpszichológia alapjai. Kézirat; OTSI, Bp., 1981 (Sportorvosi ismeretek)
- Buda Béla–László János: Beszéd a szavak mögött; TK, Bp., 1981 (Membrán könyvek)
- Gondolatok az iskolapszichológiáról, az iskolapszichológus tevékenységéről; OPI, Bp., 1984 (Belső műhelytanulmányok. Országos Pedagógiai Intézet Iskolakutatási Főosztály Neveléselméleti és Iskolakutatási Osztály)
- A személyiségfejlődés és a nevelés szociálpszichológiája. Budapest: Nemzeti Tankönyvkiadó, 1986.
- Buda Béla–Oláh Tamás–Pécsi Tibor: Neurózis; Origo-press, Bp., 1988
- Az alkohológia új távlatai. Utak az alkoholproblémák megértéséhez, megelőzéséhez és korai kezelésbevételéhez. Budapest: Alkoholizmus Elleni Bizottság, 1992.
- A pszichoterápia alapkérdései. Kapcsolat és kommunikáció a pszichoterápiában. Budapest: OAI, TÁMASZ, 1993.
- Fejezetek az orvosi szociológia és a társaslélektan tárgyköréből. Budapest: TÁMASZ, 1994.
- Szexuális viselkedés. Jelenségek és zavarok - társadalmi és orvosi dilemmák. Budapest: Animula, 1994.
- Mentálhigiéné. A lelki egészség társadalmi, munkaszervezeti, pszichokulturális és gyakorlati vetületei. Budapest: Animula, 1994.
- A mentálhigiéné szemléleti és gyakorlati kérdései. Budapest: TÁMASZ, 1995.
- Szenvedélyeink. Megelőzés, felismerés, rehabilitálás. Budapest: SubRosa, 1995.
- Barta Tamás–Buda Béla–Koncz István: Életvezetés; Szókratész, Bp., 1996
- Az öngyilkosság. Orvosi és társadalomtudományi tanulmányok. Budapest: Animula, 1997.
- A szexualitás lélektana. Élmény - magatartás - emberi kapcsolat. Budapest: MAPET - Végeken, 1997.
- Az öngyilkosság. Budapest: Animula, 1997.
- Elmélet és alkalmazás a mentálhigiénében. Újabb tanulmányok a mentálhigiénés szemlélet és az elsődleges megelőzés témaköréből. Budapest: TÁMASZ, OAI, 1998
- Közéleti kommunikáció; szerk. Buda Béla, Sárközy Erika; Akadémiai, Bp., 2001 (Erasmus könyvek)
- A drogmegelőzés elméleti alapjai. Általános elméleti kérdések. Válogatás; / NDI, Bp., 2002
- A lélek egészsége. A mentálhigiéné alapkérdései; Nemzeti Tankönyvkiadó, Bp., 2003
- Iskolai nevelés – a lélek védelmében. Az iskolai mentálhigiéné alapelvei; Nemzeti Tankönyvkiadó, Bp., 2003
- Pszichoterápia. Kapcsolat és kommunikáció; Akadémiai, Bp., 2004
- Az elme gyógyítása. Kritikus pillantások egy különös orvosi szakterületre; Háttér, Bp., 2011